# Harsh Times – Leben am Limit
Harsh Times – Leben am Limit ist ein Gangsterdrama aus dem Jahr 2005. Der Film ist das Regiedebüt des Drehbuchautors David Ayer (Training Day, The Fast and the Furious), der den Film mit seinem eigenen Geld finanzierte. Harsh Times feierte Weltpremiere beim Toronto International Film Festival am 11. September 2005.

## Handlung
Der ehrenhaft entlassene Soldat Jim Davis erhält ein Jobangebot beim Department of Homeland Security. Auf dem Weg dorthin trifft er in Los Angeles (Kalifornien) seinen besten Freund Mike Alonzo. Mikes langjährige Freundin Sylvia, eine junge Anwältin, ist auf Mike extrem sauer, da er wieder einmal seinen Job an den Nagel gehängt hat. Sie ermutigt Jim, ihm zu helfen, und Mike verspricht, dass er sich einen Job sucht. Zusammen mit Mike begibt sich Jim auf Feiertour durch South Central in Los Angeles. Dabei trifft er seine Exfreundin Marta, wird aber von deren aktuellem Freund Flaco überrascht. Jim verprügelt Flaco und raubt ihn aus, unter anderem erbeutet er dessen Pistole.
Bevor Jim seinen Job antreten kann, muss er sich auf Drogen testen lassen. Dabei stellt sich heraus, dass er Cannabis geraucht und bei einem früheren Militäreinsatz ein Massaker angerichtet hat. Dennoch wird ihm angeboten, in Kolumbien gegen Drogenhändler vorzugehen. Er muss sich nun entscheiden, ob er seine Freundin in Mexiko heiratet oder den Job annimmt. Er fährt mit Mike und einem weiteren Freund nach Mexiko und besucht sie. Dort gesteht seine Verlobte ihm, dass sie von ihm schwanger ist. Die Lage eskaliert, und Jim hält im Wahn seiner Freundin eine Pistole an den Kopf. Er hat sich nicht mehr unter Kontrolle, und die völlige Eskalation kann nur durch Mikes Eingreifen abgewendet werden.
Die drei Freunde fahren überstürzt zurück. Mike und Jim setzen ihren Freund ab, und Jim offenbart Mike, dass er 20 kg Marihuana im Kofferraum über die Grenze geschmuggelt hat. Es kommt zu einem weiteren Streit. Die beiden fahren dennoch gemeinsam zu einem Dealer, um die Ladung zu verkaufen. Hier taucht Flaco mit einem Revolver auf und bedroht Jim. Dieser zieht jedoch eine Waffe und erschießt alle anwesenden Drogendealer. Bei der Flucht wird Jim von einem weiteren Drogendealer angeschossen. Schwer verletzt bittet er Mike, ihm den Gnadenschuss zu geben. Mike kann sich zunächst nicht dazu überwinden und zögert. Als er sich aber über die Schwere von Jims Verletzungen im Klaren wird, willigt er schließlich schweren Herzens ein.

## Drehbuch
Laut David Ayer wurde das Drehbuch für Harsh Times im Jahr 1996 geschrieben. Er schrieb das Skript, nachdem er das Drehbuch für Training Day ein Jahr zuvor abgeschlossen hatte. Das Skript ist semi-autobiografischen Charakters und basiert auf seinen eigenen Erfahrungen. Wie der Charakter von Jim (Christian Bale) wuchs Ayer in South Central, einem Stadtteil von LA, auf und schloss sich später dem Militär an. Nach seiner Entlassung aus dem Militär rutschte er in die Kleinkriminalität ab. Es gelang ihm, sein Leben wieder in geordnete Verhältnisse zu bringen, während einige seiner Freunde dazu nicht in der Lage waren. Der Charakter Jim stellt eine Mischung aus Ayers Biografie und einer Reihe von Menschen, die er kannte, dar.

## Hintergründe
- Harsh Times wurde in Los Angeles und Santa Clarita gedreht.
- Christian Bale verbrachte vor Beginn der Dreharbeiten drei Wochen mit Bandenmitgliedern, Polizisten, Ex-Soldaten und Homeland-Security-Agenten. Er wollte ursprünglich an einem kompletten Ranger-Ausbildungskurs teilnehmen, der acht Wochen dauert, aber der Drehplan ließ ihm nicht genügend Zeit, so dass er nur einen Crashkurs von einer Woche absolvierte.
- Offizieller Filmstart in den USA war der 10. November 2006. Der Film spielte in den Kinos der USA ca. 3,3 Millionen US-Dollar ein.
- In Deutschland erschien der Film als „Direct-to-DVD“-Premiere. Verleihstart war der 16. April 2007, die Kauf-DVD erschien am 29. Juni 2007.

## Trivia
Das Kennzeichen von Jims Wagen mit der Nummer 2GAT123 ist auch in vielen anderen Filmen, darunter Beverly Hills Cop II, Traffic, Pay It Forward, Mulholland Drive, Two and a Half Men und S.W.A.T. (welcher auch von David Ayer geschrieben wurde), zu sehen.
Flaco, den Noel Gugliemi spielt, trägt eine Jacke mit einem Namensschild Hector. In The Fast and the Furious spielte Noel Gugliemi einen Charakter namens Hector.

## Kritik
„Düsterer Großstadt-Thriller, dessen verlorener Held an Travis aus Martin Scorseses Taxi Driver erinnert; das gut gespielte Regiedebüt eines in ruppigen Großstadt-Dramen erfahrenen Drehbuchautors […].“